# Liste des maires de Reims
Pour un article plus général, voir Reims.
Liste des maires de Reims depuis 1790, dans l'ordre chronologique.
| Période      | Période                    | Identité                                 | Étiquette             | Qualité |
| ------------ | -------------------------- | ---------------------------------------- | --------------------- | --- |
| 1790         | 1790                       | Jean-François Pierret                    |                       | Avocat, conseiller du roi et procureur, député de la Marne |
| 1790         | 1793                       | Nicolas Hurtault-Pinchart                | Jacobin               | Avocat, conseiller du roi et receveur, premier suppléant de la Marne |
| 1793         | 1793                       | Nicolas Galloteau-Chappron               | Girondin              | Marchand drapier |
| 1793         | 1794                       | Pierre Martin Coutier-Marion             | Jacobin               | Marchand épicier |
| 1795         | 1795                       | Pierre Nicolas François Pinchart         |                       | Négociant en textile |
| 1796         | 1797                       | Pierre Jobert-Lucas                      |                       | Manufacturier |
| 1797         | 1798                       | Nicolas Galloteau-Chappron               |                       | Marchand drapier |
| 1798         | 1800                       | Jean-Baptiste Jeunehomme                 |                       | Imprimeur |
| 1800         | 1805                       | Pierre Jobert-Lucas                      |                       | Manufacturier |
| 1805         | 1810                       | Jacques Quentin Tronsson-Lecomte         |                       | Négociant |
| 1810         | 1820                       | Nicolas Ponsardin                        |                       | Négociant en vins |
| 1820         | 1827                       | Irénée Ruinart de Brimont                | Royaliste             | Négociant en vins |
| 1827         | 1832                       | Florent Simon Andrieux                   |                       | Négociant en vins |
| 1832         | 1837                       | Augustin Marie de Paul de Saint-Marceaux |                       | Fondateur d'une maison de vin Conseiller général de Reims-1 (1833 → 1845) |
| 1837         | 1838                       | Louis Joseph Demaison-Henriot            |                       | Négociant |
| 1838         | 1839                       | Léonard Plumet-Folliart                  |                       | Banquier |
| 1839         | 1845                       | Augustin Marie de Paul de Saint-Marceaux |                       | Fondateur d'une maison de vin Conseiller général de Reims-1 (1833 → 1845) |
| 1845         | 1848                       | Nicolas Henri Carteret                   | Bonapartiste          | Notaire |
| 1848         | 1849                       | Jean Louis Théodore Mennesson-Tonnelier  |                       | |
| 1849         | 1849                       | Aimé Louis Richardot                     |                       | Avocat |
| 1850         | 1850                       | Théodore Denis Belin                     |                       | Notaire et banquier |
| 1852         | 1868                       | Édouard Werlé                            |                       | Directeur commercial |
| 1868         | 1871                       | Simon Dauphinot                          |                       | Chef d'une des plus importantes maisons de tissus de Reims Conseiller général de Reims-1 (1869 → 1871 Député de la Marne (1871) Sénateur de la Marne (1876 → 1888) |
| 1871         | 1872                       | César Poulain                            |                       | Manufacturier |
| 1872         | 1874                       | Victor Diancourt                         | Gauche républicaine   | |
| 1874         | 1874                       | Henri Paris                              | Royaliste             | Avocat Conseiller général de Reims-3 (1864 → 1871) |
| 1874         | 1879                       | Victor Diancourt                         | Gauche républicaine   | |
| 1879         | 1884                       | Octave Doyen                             |                       | Médecin |
| 1884         | 1896                       | Henri Henrot                             |                       | Médecin |
| 1896         | 1900                       | Maurice Noirot                           |                       | Manufacturier en tissus |
| 1900         | 1904                       | Charles Arnould                          |                       | Négociant en vins |
| 1904         | 1908                       | Adrien Pozzi                             | Gauche radicale       | Médecin |
| 1908         | 1919                       | Jean-Baptiste Langlet                    | PRRS                  | Médecin Conseiller général de Reims-3 (1907 → 1925) |
| 1919         | 1925                       | Charles Roche                            | PRRS                  | Industriel |
| 1925         | 1942                       | Paul Marchandeau,                        | PRRS                  | Docteur en droit, avocat et journaliste Ministre ou sous-secrétaire d'Etat (1930 → 1935 et 1938 → 1939) Député de la Marne (1926 → 1942) Conseiller général de Reims-3 (1925 → 1940) Président du conseil général de la Marne (1937 → 1940) Chevalier de la Légion d'honneur, croix de guerre 1914-1918 Démissionnaire, Déclaré inéligible à la Libération |
| 1942         | 1943                       | Joseph Bouvier                           |                       | Chirurgien, président de la Croix Rouge régionale durant la Guerre Nommé conseiller départemental en 1943 |
| 1943         | 1944                       | Henri Noirot                             |                       | Juge au Tribunal de commerce |
| 1944         | 1944                       | Joseph Bouvier                           |                       | Chirurgien, Président de la Croix Rouge régionale durant la Guerre Commandeur de la Légion d'honneur Croix de guerre 1914-1918 et 1939-1945 |
| 1944         | 1945                       | Jean Billard                             |                       | Chirurgien, résistant Officier de la Légion d'honneur |
| 1945         | 1947                       | Michel Sicre,                            | PCF                   | Résistant, capitaine FTP-FFI, Président du comité départemental de Libération de la Marne Secrétaire permanent de la CGT |
| 1947         | juillet 1949               | Albert Réville                           | Rad.                  | Gérant de la Société des transports Henri Walbaum, Professeur à l'École supérieure de commerce et président du tribunal de commerce Décédé en fonction |
| juillet 1949 | 1953                       | Roger Jardelle                           | Rad.                  | Architecte-expert |
| 1953         | février 1957               | René Bride                               | MRP puis DVD          | Pharmacien et conseiller général de Reims-4 (1949 → 1955 et 1961 → 1973) Conseil municipal dissout |
| 1957         | 1959                       | Pierre Schneiter,                        | MRP                   | Membre du corps préfectoral, ministre (1946 → 1951) Député de la Marne (1945 → 1958), président de l'Assemblée Nationale (1955) Conseiller général de Reims-3 (1958 → 1964) |
| 1959         | 1977                       | Jean Taittinger                          | UDR                   | PDG de la Société du Louvre, Député de la Marne (1958 → 1973) Président de CA Reims Métropole (1964 → 1976) ministre de la Justice (1973 → 1974) |
| 1977         | 1983                       | Claude Lamblin                           | PCF                   | Instituteur Conseiller général de Reims-5 (1973 → 1982) |
| 1983         | 1999                       | Jean Falala                              | RPR                   | Cadre commercial, Député de la Marne (1re circ.) (1967 → 2002) Conseiller général de Reims-2 (1961 → 1988) Démissionnaire |
| mai 1999     | 2008,                      | Jean-Louis Schneiter                     | UDF puis DVD          | Courtier en vins Député de la Marne (1re circ.) (1978 → 1981) Président de CA Reims Métropole (1983 → 2008) |
| 2008         | 2014                       | Adeline Hazan                            | PS                    | Magistrate Députée européenne (1999 → 2008) Présidente de CA Reims Métropole (2008 → 2012) |
| 2014         | En cours (au 20 mars 2023) | Arnaud Robinet                           | UMP→ LR, LFA puis HOR | Maître de conférences - praticien hospitalier Député de la Marne (2008 →2017) Conseiller général de Reims-6 (2011 → 2014) Vice-président de la CA puis de la CU Grand Reims (2014 → ) Réélu pour le mandat 2020-2026 |